# كارل كرامر
كارل كرامر (بالإنجليزية: Carl Cramer)‏ هو لاعب كرة قدم أمريكية أمريكي، ولد في 20 ديسمبر 1897 في وينيباغو في الولايات المتحدة، وتوفي في 13 فبراير 1978 في ماسيلون في الولايات المتحدة.

## وصلات خارجية
- كارل كرامر على موقع مرجع كرة القدم المحترفة.كوم (الإنجليزية)